# Nusach Ari
Nusach Ari significa, in senso generico, qualsiasi rituale di preghiera basata sulle pratiche rituali dell'AriZal, il Rabbi Isaac Luria del XVI secolo, e, più specificamente, la versione usata dai chassidim di Chabad-Lubavitch.
Nel 1803, Rabbi Schneur Zalman di Liadi, fondatore del chassidismo Chabad, pubblicò un libro di preghiere ordinato secondo il Nusach HaAri. Da allora tale rito viene usato da tutto il movimento Chabad-Lubavitch.

## Siddurim secondo l'AriZal
Il siddur (in ebraico סדור‎?; plur. סדורים siddurim) è un libro di preghiere ebraico, contenente una serie di preghiere quotidiane. Le preghiere raccolte secondo l'uso dell'AriZal, sono:
- Siddur Tehillat HaShem (versione usata da Chabad)
- Siddur Torah Or (edizione originale dell'Alter Rebbe)
- Siddur Tefillot Mikol Hashanah
- Siddur Od Yosef Hai (rito Baghdadi)